# Đậu cộ
Canavalia lineata là một loài thực vật có hoa trong họ Đậu. Loài này được (Thunb.) DC. miêu tả khoa học đầu tiên.

## Hình ảnh

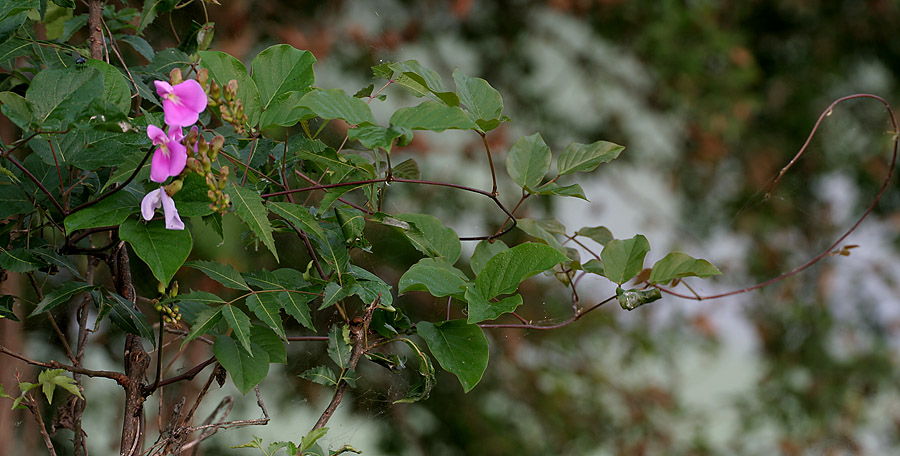
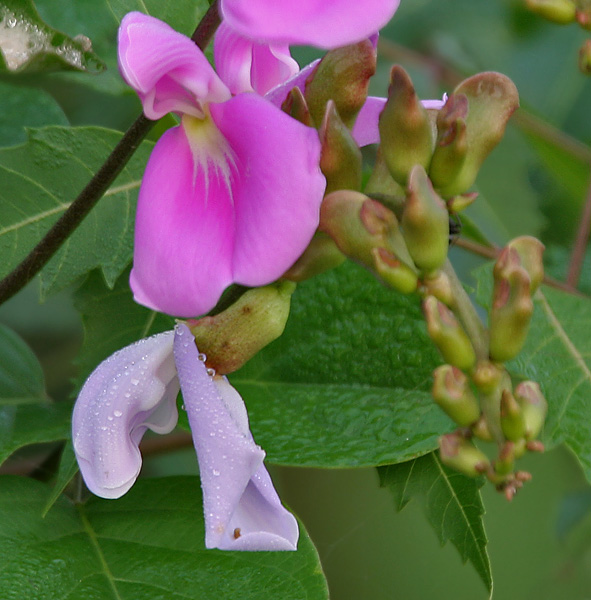
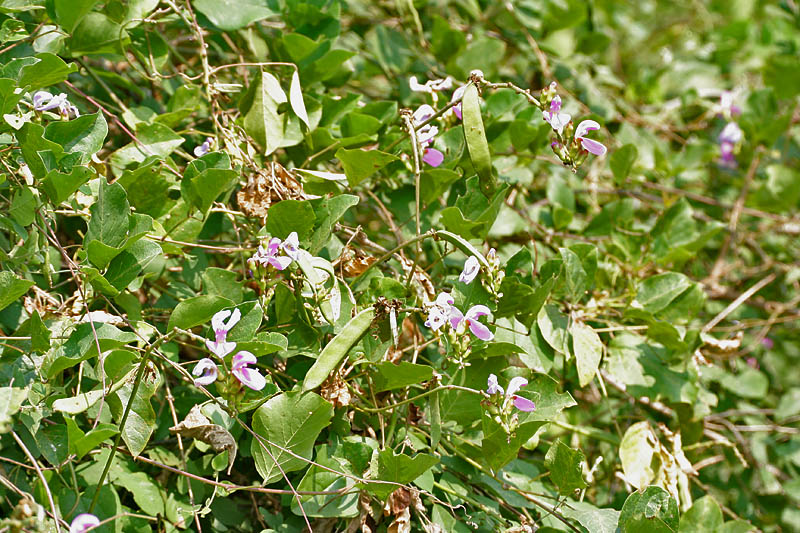
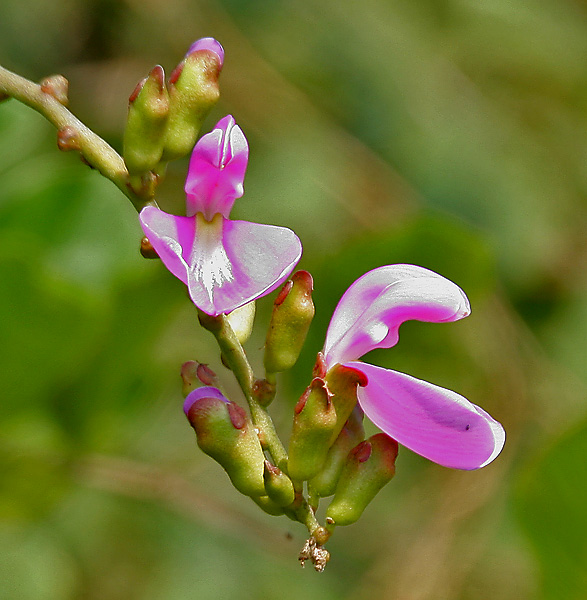